# سیارک ۲۵۷۰۸
سیارک ۲۵۷۰۸ (به انگلیسی: 25708 Vedantkumar، نامگذاری:2000AU141)۲۵۷۰۸مین سیارک کشف شده‌است که در ۰۵ ژانویه ۲۰۰۰ کشف شد.